# Bộ Cá răng kiếm
Bộ Cá răng kiếm, tên khoa học Aulopiformes, là một bộ cá vây tia biển bao gồm 15 họ còn tồn tại và một số họ tiền sử với khoảng 45 chi và trên 230 loài. Chúng được nhóm lại với nhau vì cấu trúc mang vòm phổ biến của chúng. Thật vậy, nhiều tác giả đã xem xét chúng quá khác biệt để đảm bảo tách biệt trong một siêu bộ đơn loài của Teleostei, dưới tên Cyclosquamata. Tuy nhiên, đơn vị phân loại đơn loài thường được tránh bằng cách phân loại hiện đại nếu không cần thiết, và trong trường hợp này một siêu bộ khác biệt dường như không có cơ sở: cùng với siêu bộ đáng ngờ " Stenopterygii ", dường như có liên quan rất chặt chẽ với một số Protacanthopterygii. Đặc biệt, nhóm này có thể là đơn vị phân loại chị em của Salmoniformes (cá hồi và đồng minh). Như một sự thay thế, siêu bộ đôi khi được thống nhất như một nhánh không phân hạng tên là Euteleostei, nhưng trong trường hợp đó, Protacanthopterygii sẽ cần phải được chia thêm vào cho các phát sinh loài không chắc chắn. Điều này sẽ cho kết quả trong một nhóm rất cồng kềnh và phân loại học dự phòng và không ít hơn 4 siêu bộ đơn loài.

## Phân loại

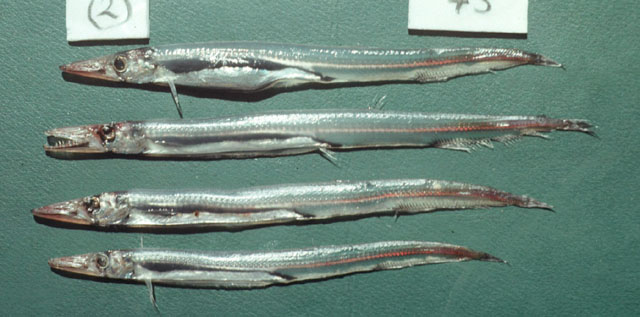
Lestrolepis japonica
(Alepisauroidei: Paralepididae)

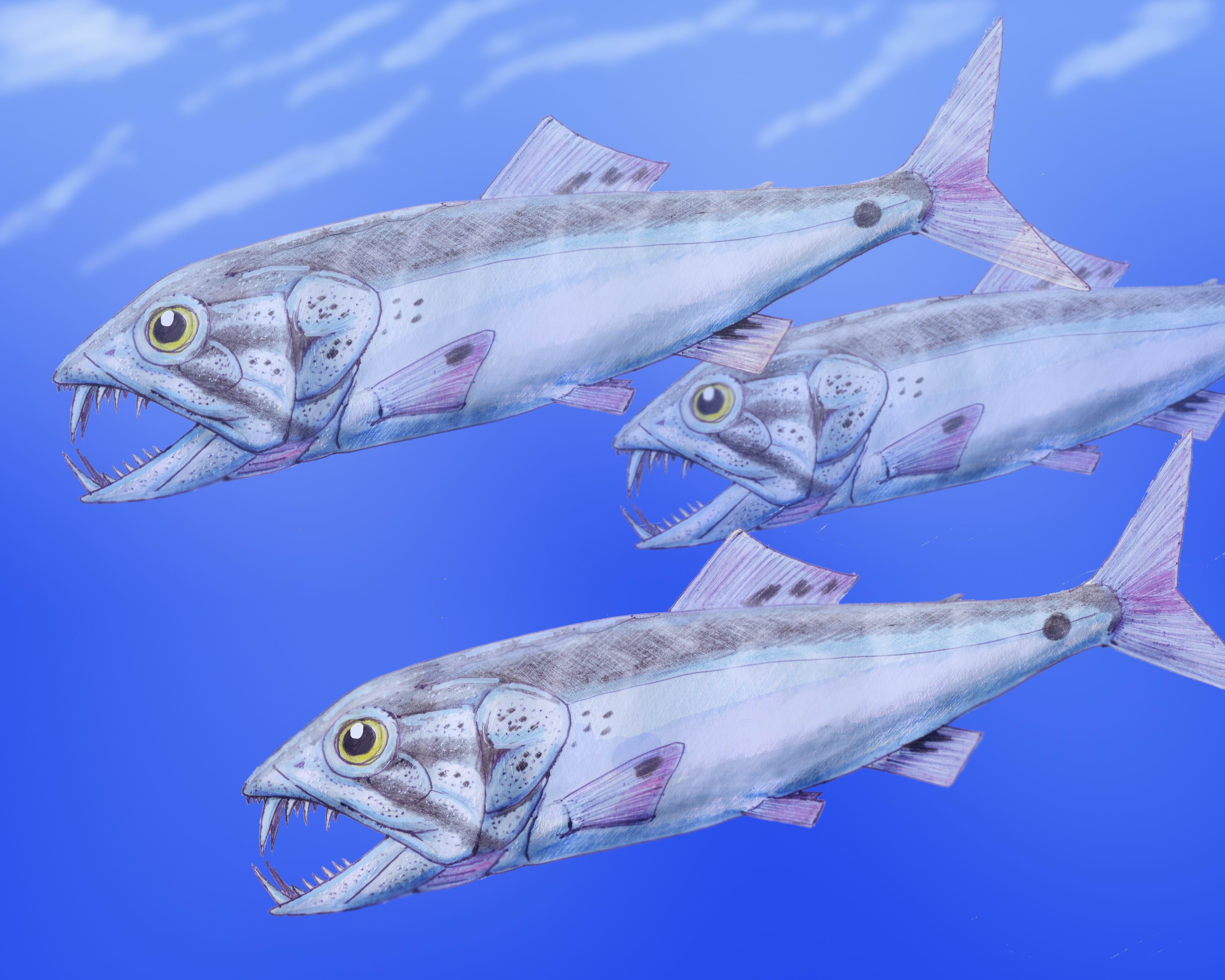
Reconstruction of Enchodus petrosus from the Cretaceous of the Western Interior Seaway
(Enchodontoidei: Enchodontidae)

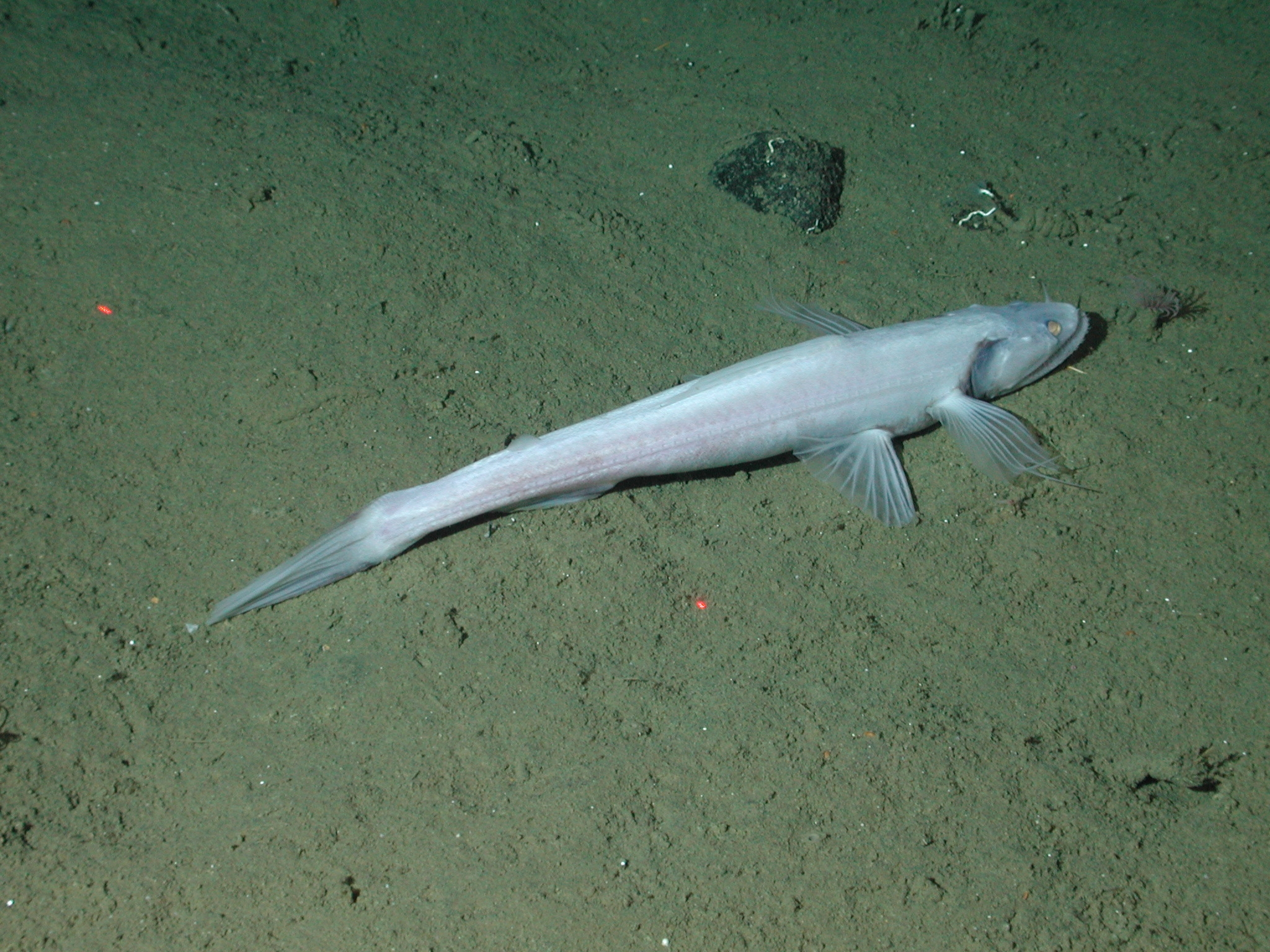
Highfin Lizardfish, Bathysaurus mollis
(Giganturoidei: Bathysauridae)

- Phân bộ Alepisauroidei
  - Họ Alepisauridae – lancetfishes
  - Họ Anotopteridae – daggertooths (may belong in Paralepididae)
  - Họ Evermannelidae – sabertooth fishes
  - Họ Omosudidae – Cá hàm búa (sometimes included in Alepisauridae)
  - Họ Paralepididae – barracudinas
  - Họ Scopelarchidae – pearleyes
- Phân bộ Chlorophthalmoidei
  - Họ Bathysauroididae – bathysauroidids
  - Họ Bathysauropsidae – lizard greeneyes (sometimes included in Ipnopidae)
  - Họ Chlorophthalmidae – greeneyes
  - Họ Ipnopidae – deepsea tripodfishes
  - Họ Notosudidae – waryfishes
- Phân bộ Enchodontoidei (including Halecoidei, Ichthyotringoidei, may belong in Alepisauroidei; fossil)
  - Chi Nardorex (fossil, tentatively placed here)
  - Chi Serrilepis (fossil, tentatively placed here)
  - Chi Yabrudichthys (fossil, tentatively placed here)
  - Họ Apateopholidae (fossil)
  - Họ Cimolichthyidae (fossil)
  - Họ Dercetidae (fossil)
  - Họ Enchodontidae (fossil)
  - Họ Eurypholidae (fossil)
  - Họ Halecidae (fossil)
  - Họ Ichthyotringidae (fossil)
  - Họ Prionolepididae (fossil)
- Phân bộ Giganturoidei
  - Họ Bathysauridae – deepwater lizardfishes
  - Họ Giganturidae – telescopefishes
- Phân bộ Synodontoidei
  - Họ Aulopidae – flagfins
  - Họ Paraulopidae – "cucumberfishes"
  - Họ Pseudotrichonotidae – sandliving lizardfishes, sand-diving lizardfishes
  - Họ Synodontidae – cá mối, cá mối vện, cá khoai